# Ménétreux-le-Pitois
Ménétreux-le-Pitois é uma comuna francesa na região administrativa da Borgonha-Franco-Condado, no departamento de Côte-d'Or. Estende-se por uma área de 6,58 km². Em 2010 a comuna tinha 438 habitantes (densidade: 66,6 hab./km²).